# 5288 Nankichi
5288 Nankichi eller 1989 XD är en asteroid i huvudbältet som upptäcktes den 3 december 1989 av de båda japanska astronomerna Toshimasa Furuta och Yoshikane Mizuno vid Kani-observatoriet. Den är uppkallad efter japanen Nankichi Niimi.
Asteroiden har en diameter på ungefär 8 kilometer och den tillhör asteroidgruppen Eunomia.